# NGC 5874
NGC 5874 (другие обозначения — UGC 9736, MCG 9-25-24, ZWG 274.20, KUG 1506+549, IRAS15064+5456, PGC 54018) — спиральная галактика с перемычкой (SBc) в созвездии Волопас.
Этот объект входит в число перечисленных в оригинальной редакции «Нового общего каталога».
В галактике вспыхнула сверхновая SN 1999A типа II, её пиковая видимая звездная величина составила 18,3.